# Стадион имени Стелиоса Кириакидеса
Стадион имени Стелиоса Кириакидеса (греч. Στάδιο Στέλιος Κυριακίδης) — многоцелевой стадион, расположенный в городе Пафос (Кипр). Назван в честь марафонского бегуна Стелианоса «Стелиоса» Кириакидеса. До 25 мая 2017 года носил название «Стадион Пафиако». Вместимость стадиона составляет 9 394 человек. Стадион обладает беговыми дорожками, окружающими поле для футбольных и регбийных матчей, и используется во время разнообразных спортивных соревнований в течение всего года. Стадион считается одним из лучших на Кипре из-за хорошего состояния поля и выгодного расположения.
Стадион служит домашней ареной для футбольных клубов «АЕП Пафос» и «АЕК Куклия», последний стал принимать гостей на стадионе Пафиако после своего продвижения в Первый дивизион. Он также использовался футбольной командой «АПОП Кинирас», когда она играла в Первом дивизионе в сезоне 2005/2006. В 1992 году на стадионе было сыграно 3 матча проходившего на Кипре Чемпионата Европы по футболу для юношей до 17 лет. На стадионе проходят также и разнообразные музыкальные концерты.
В 2007 году стадион впервые принял у себя матч сборной Кипра по регби, встречавшейся со сборной Азербайджана. В 2010 году Пафиако стал официальным стадионом национальной сборной по регби.